# RMI Corporation
Raza Microelectronics (kurz: RMI) ist ein privatgeführtes Unternehmen, das Prozessoren entwickelt. Das Unternehmen wurde im Jahr 2002 von Atiq Raza, dem Gründer von NexGen und ehemaligen COO von AMD, gegründet und hat seinen Hauptsitz in Cupertino, Kalifornien. Im Dezember 2007 wurde der Firmenname von Raza Microelectronics in RMI Corporation geändert. 2008 wurde RMI merged mit NetLogic Microsystems verschmolzen, das resultierende Unternehmen wurde 2012 von Broadcom übernommen.

## Partnerschaft mit AMD
Am 13. Juni 2006 beschlossen RMI und AMD eine strategische Partnerschaft, die den Transfer der Alchemy-Prozessorfamilie von AMD an RMI beinhaltet. Demnach wird RMI zukünftig für die Weiterentwicklung der Alchemy-Familie verantwortlich sein, während AMD die Prozessoren nach wie vor unter eigenem Namen verkaufen wird.

## Produkte
- Alchemy: MIPS32-kompatible Prozessoren
- Orion: Prozessoren für SONET/SDH-Anwendungen
- Pegasus: Prozessoren für SONET/SDH-Anwendungen
- XL: MIPS64-kompatible Thread Processors
- XLR: MIPS64-kompatible Thread Processors